# Иглистые мыши
И́глистые мы́ши, ако́мисы (Acomys) — род грызунов семейства мышиных.
Длина тела 7—13 см, хвоста — 6—13 см. Большие глаза и большие круглые уши. Спина покрыта настоящими иголками, почти такими же, как у ежа. Они обычно бывают бледно-жёлтого, рыжевато-коричневого или тёмно-серого цвета. Нижняя сторона тела покрыта мягкими белыми волосами. У взрослых самцов более длинный мех на шее образует гриву.
Иглистые мыши способны к регенерации. В случае опасности мыши могут сбрасывать кожу, которая в 20 раз менее прочная, чем у обычных мышей. На месте раны не образуется шрам, как обычно у млекопитающих, а происходит полная регенерация. Сначала клетки эпителия мигрируют на поверхность раны, а затем под ними образуется скопление эмбриональноподобных клеток. Из последних затем вырастают новые полноценные волосяные луковицы.

## Распространение

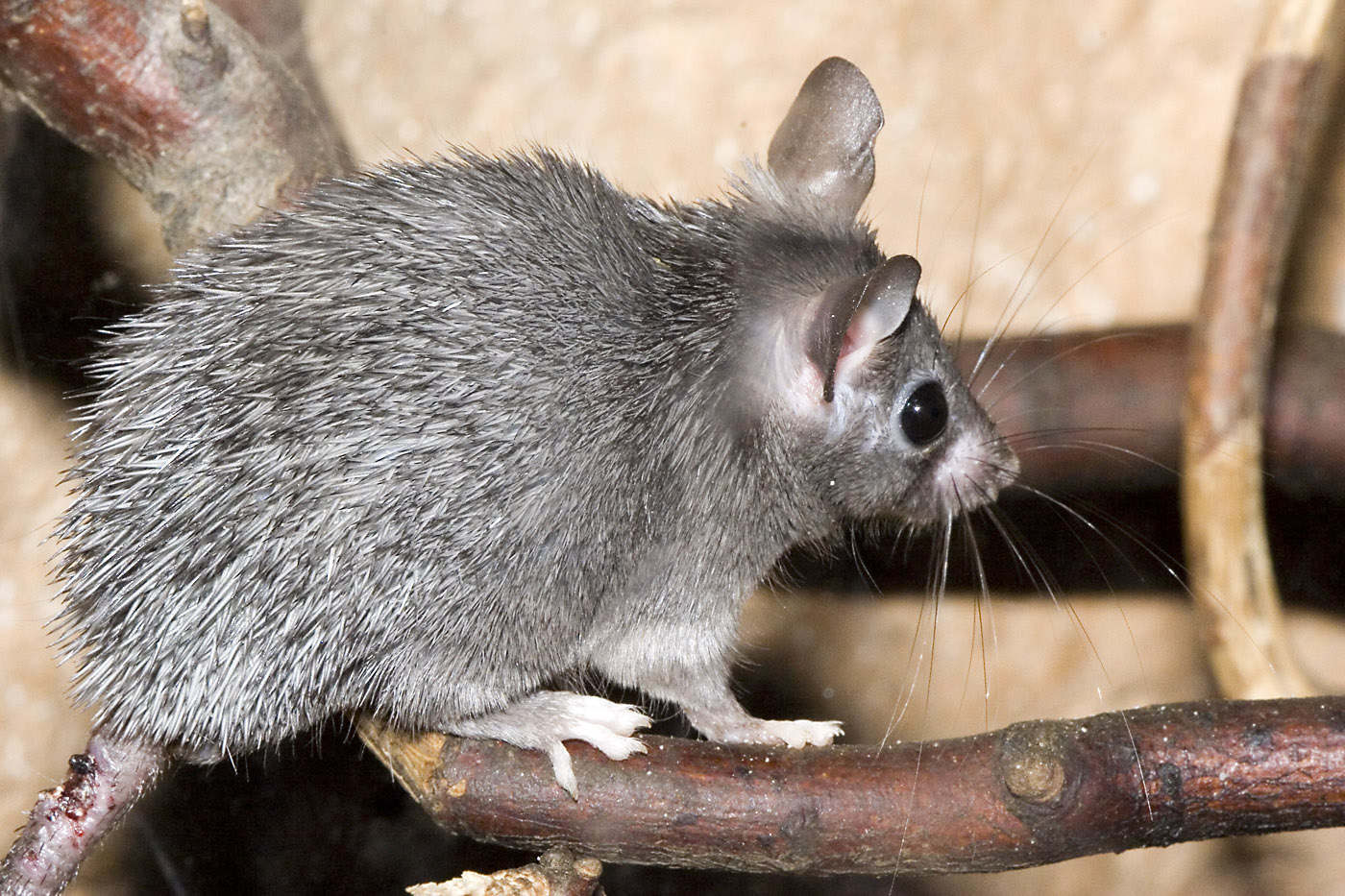
Каирская мышь (Acomys cahirinus)

Родина акомисов — Передняя Азия, в частности Саудовская Аравия, острова Кипр и Крит и большая часть Африки. В природе их несколько видов, в неволе чаще всего встречаются каирские (Acomys cahirinus). Селятся они в норах, которые выкапывают сами, но могут использовать норы других грызунов. Активны преимущественно рано утром и поздно вечером, питаются в основном растительными кормами. Живут группами.
Иглистых мышей содержат как домашних животных.

## Систематика

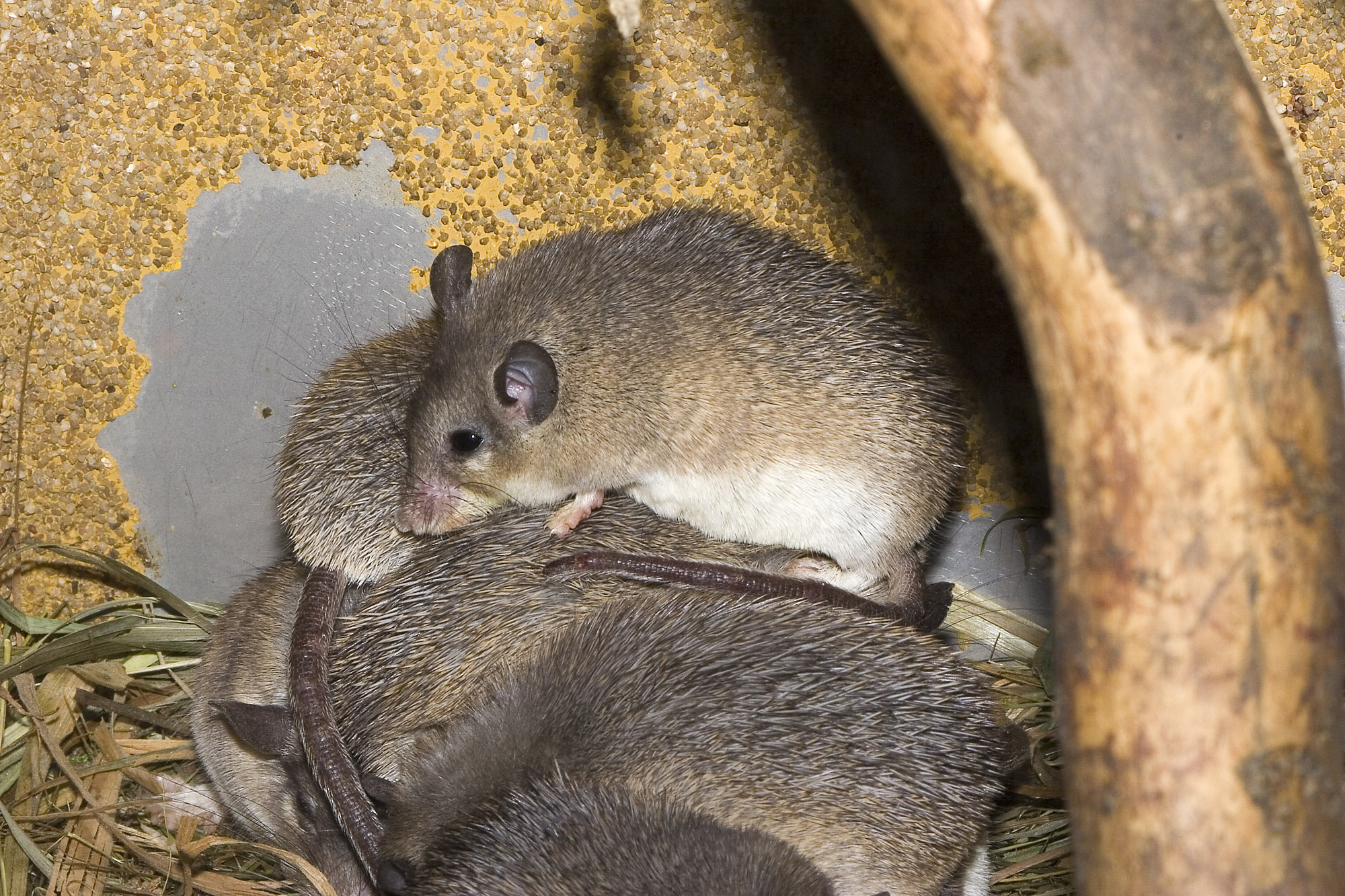
Малоазиатская иглистая мышь (Acomys cilicicus)

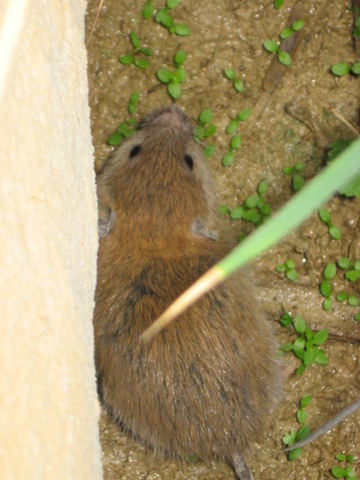
Золотистая иглистая мышь (Acomys russatus)

В роде иглистых мышей выделяют 3 подрода и около 20 видов.
подрод Acomys
- Acomys airensis — Мавритания, Мали, Нигер, Чад
- Каирская мышь (Acomys cahirinus) — Северо-Восточная Африка
- Acomys chudeaui — Восточная Сахара
- Малоазиатская иглистая мышь (Acomys cilicicus) — азиатская часть Турции
- Acomys cineraceus — Судан, Уганда, Эфиопия
- Acomys dimidiatus — от Синайского полуострова на восток до южной части Пакистана
- Огненная иглистая мышь (Acomys ignitus) — горы Усамбара
- Acomys johannis — Буркина-Фасо, Нигерия, юг Нигера, север Бенина и Камеруна
- Иглистая мышь Кемпа (Acomys kempi) — Эфиопия, Сомали, Кения, Танзания
- Критская иглистая мышь (Acomys minous) — Крит
- Иглистая мышь-мулла (Acomys mullah) — Эфиопия, Сомали
- Кипрская иглистая мышь (Acomys nesiotes) — Кипр
- Иглистая мышь Перциваля (Acomys percivali) — Судан, Уганда, Эфиопия, Кения
- Золотистая иглистая мышь (Acomys russatus) — Египет, Израиль, Иордания, Аравийский полуостров
- Acomys seurati — юг Алжира
- Колючая иглистая мышь (Acomys spinosissimus) — Мозамбик
- Иглистая мышь Вильсона (Acomys wilsoni) — Центральная Африка

подрод Peracomys
- Сомалийская иглистая мышь (Acomys louisae) — Сомали, Джибути

подрод Subacomys
- Капская иглистая мышь (Acomys subspinosus)  — Южно-Африканская Республика